# 哈莫尔
哈莫尔是德国石勒苏益格－荷尔斯泰因州的一个市镇。总面积7.82平方公里，总人口1218人，其中男性588人，女性630人（2011年12月31日），人口密度156人/平方公里。